# Deilbach
Deilbach este un afluent de pe versantul drept al râului Ruhr; este situat în regiunea Bergisches Land din landul Renania de Nord - Westfalia, Germania.

## Afluenți
- Kahlenbach
- Windrather Bach
- Dronsberger Bach
- Diergartenbach
- Reitweg Bach
- Brinkerbach
- Quellbergbach
- Hardenberger Bach
- Kuhlerbach
- Siepen Bach
- Heeger Bach
- Felderbach
- Heierbergsbach
- Brackenbach
- Bösenbach
- Finkenbach
- Voßnacker Bach
- Deile
- Priehlbach
- Asbach